# 苯并［a］呫吨酮
苯并[a]呫吨酮是一种有机化合物，化学式为C17H10O2。它可由苯并[a]呫吨在DDQ、TBN、乙酸存在下光照，于氧气中氧化制得。

## 反应
它和对甲苯磺酰异氰酸酯在甲苯中加热反应，可以得到12-(4-甲苯磺酰亚氨基)苯并[a]呫吨。